# موسیقی پرو
موسیقی در پرو ادغامی از سبک‌های متنوعی است که در فرهنگ پرو نقش داشته‌اند. از این حیث موسیقی نواحی آند، اسپانیایی و آفریقایی ریشه‌های موسیقی در کشور پرو محسوب می‌شوند. موسیقی فرهنگ آند شاید بیشتر در سازهای بادی و شکل ملودی ترانه‌های پرویی شنیده شود، در حالی که نغمه‌های آفریقایی را بایست در ریتم و سازهای کوبه ای جست و تأثیرات موسیقی اروپا، علی‌الخصوص اسپانیا، در هارمونی و سازهای زهی محفوظ است. در دوران پیش از استعمار درامز و سازهای بادی در موسیقی آند بر خلاف سازهای اروپایی‌ها، تأثیری شگرف داشتند.

## تاریخچه

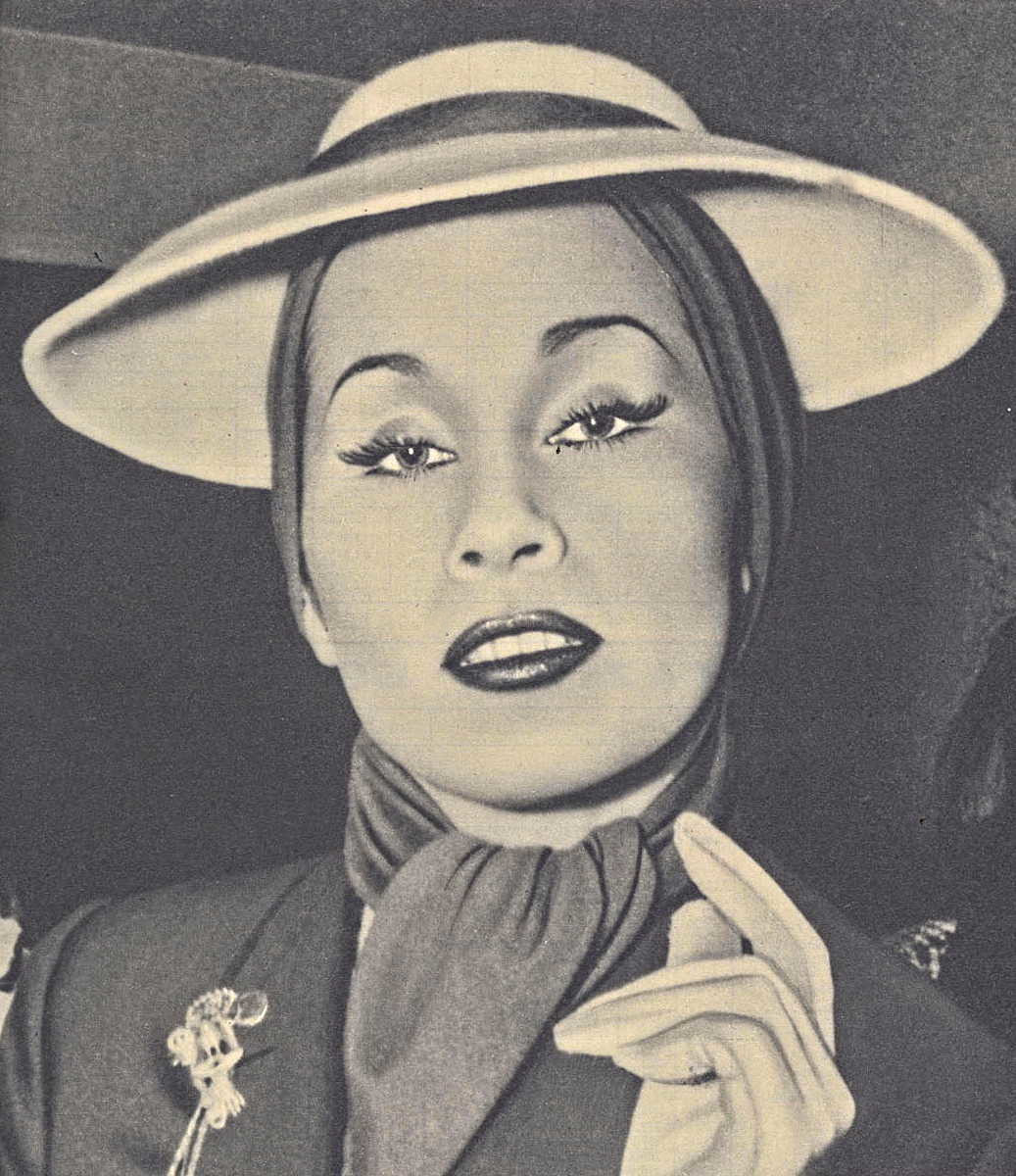
ایما سوماک که دههٔ ۱۹۵۰ میلادی او را شاهزاده‌ای از تبار آتاهوالپا معرفی می‌کردند.

اولین موسیقی پلی فونیک در پرو، پیش از هر نقطه‌ای در آمریکا ساخته شد؛ "Hanacpachap cussicuinin" تشکیل شده یا جمع‌آوری شده توسط خوان پرز بسانگرا نخستین اثر مذکور بود که در سال ۱۶۳۱ منتشر شد.

## رقص

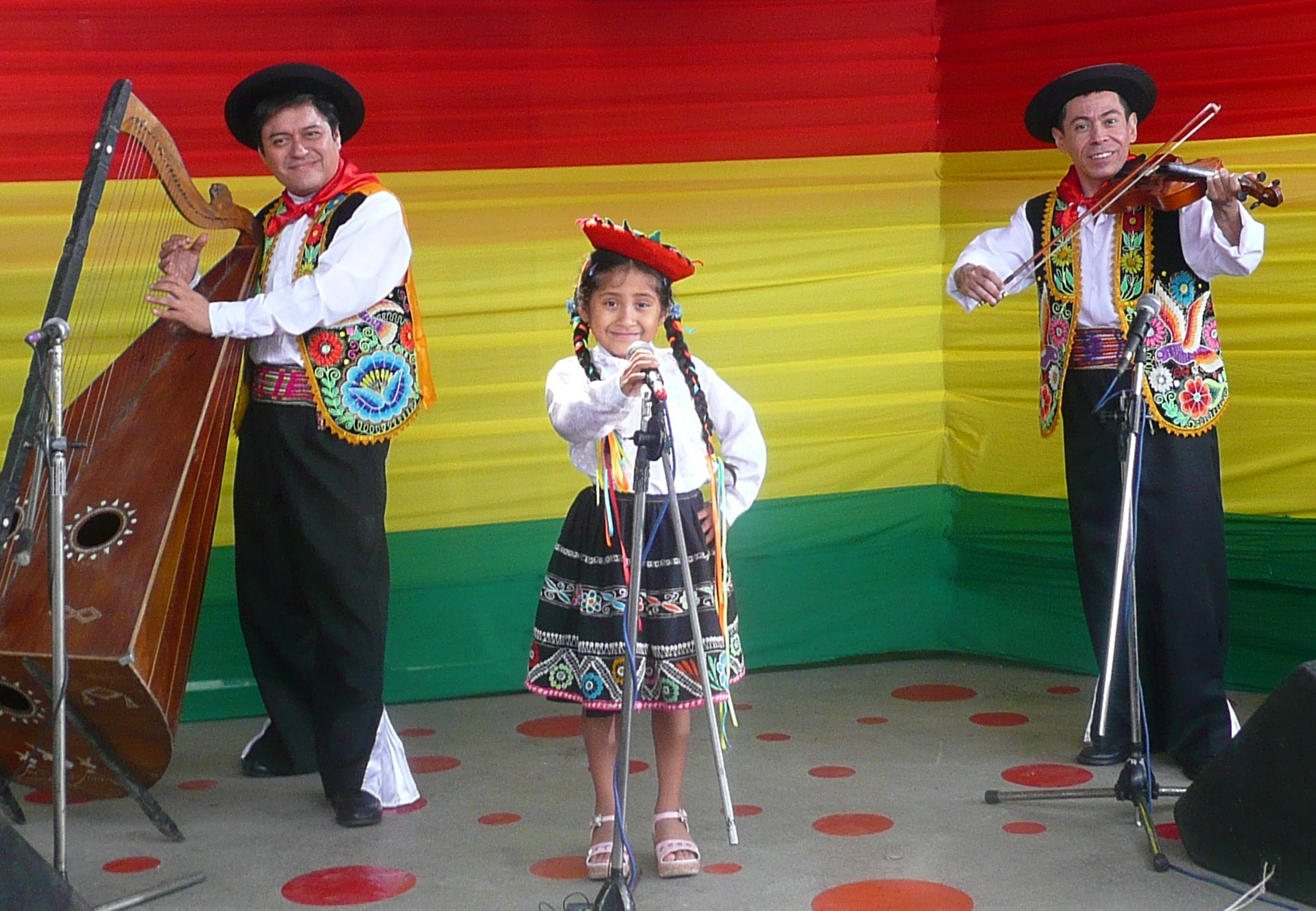
یک گروه موسیقی محلی در بولیوی

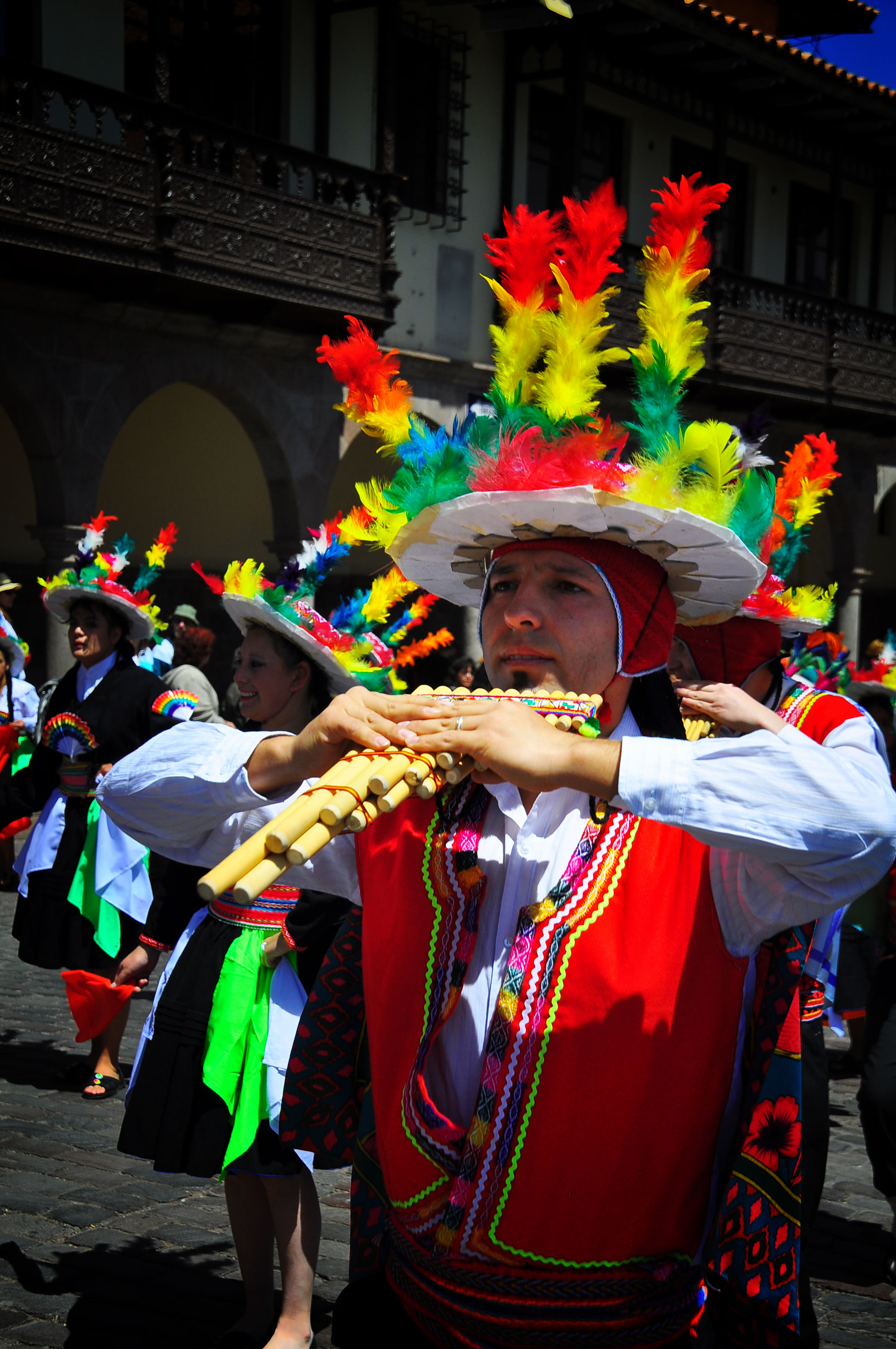
فستیوال‌های موسیقی مرتبط با موسیقی محلی نیز وجود دارند.

برخی انواع رقص‌های مناسب با موسیقی پرویی چنین هستند. اسامی به زبان اصلی‌اند:
- Apiliarg—رقص محلی منطقه اوپورزا است.[۴][۵]
- Carnaval, en, Amazonas—رقص منطقه آمازون شبیه به huayno.
- Carnavalito—رقص جنوب پرو و بولیویان آلتیپلانو شبیه به huayno.
- Chumaichada—رقص آمازونی تحت تأثیر موسیقی و رقص اروپا.
- Creole Waltz—اقتباسی محلی از والس.
- Cueca —ترکیبی آندی از ۳/۴–۶/۸ است.
- Cumbia—کلمبیایی‌الاصل- با ریتم ۲/۴ است.
- Danza de tijeras—رقص جنوب پرو است.
- Danzantes د Levanto—رقص منطقه آمازون است.
- Diablada— ریتم ۲/۴ در جنوب پرو، بولیوی و شمال شیلی.
- Festejo—محبوب آفریقایی‌های پرو.
- Harawi یا Yaravi—در نواحی کوهستانی است.
- Huanca (رقص)—رقص منطقه آمازون است.
- Huayño—محبوب در ارتفاعات.
- Kantu—کوهستانی
- Landó—آفریقایی-پرو ترکیب ۳/۴–۱۲/۸.
- Marinera—آفریقایی-پرو با ریتم ۶/۸.
- رقص لهستانی پولکا—رقصی اروپایی.
- سانجوانیتو [es]—۴/۴ رقصی در شمال پرو و اکوادور.
- Sikuri
- Son de los Diablos
- Tondero—شمال غربی پرو، ۶/۸.
- Zamacueca—۶/۸ آفریقایی‌های پرو.